# Glenn Murray (futbolista)
Glenn Murray (Maryport, Inglaterra, Reino Unido, 25 de septiembre de 1983) es un exfutbolista inglés que jugaba en la posición de delantero y se retiró al finalizar la temporada 2020-21.

## Clubes
| Club                                  | País       | Año       |
| ------------------------------------- | ---------- | --------- |
| Workington A. F. C.                   | Inglaterra | 2003-2004 |
| Carlisle United F. C.                 | Inglaterra | 2004-2007 |
| Barrow A. F. C. (cedido)              | Inglaterra | 2004      |
| Stockport County F. C. (cedido)       | Inglaterra | 2006      |
| Rochdale A. F. C. (cedido)            | Inglaterra | 2006-2007 |
| Rochdale A. F. C.                     | Inglaterra | 2007-2008 |
| Brighton & Hove Albion F. C.          | Inglaterra | 2008-2011 |
| Crystal Palace F. C.                  | Inglaterra | 2011-2015 |
| Reading F. C. (cedido)                | Inglaterra | 2014      |
| AFC Bournemouth                       | Inglaterra | 2015-2017 |
| Brighton & Hove Albion F. C. (cedido) | Inglaterra | 2016-2017 |
| Brighton & Hove Albion F. C.          | Inglaterra | 2017-2021 |
| Watford F. C. (cedido)                | Inglaterra | 2020-2021 |
| Nottingham Forest F. C.               | Inglaterra | 2021      |